# Hanpen
Le hanpen (半片) est un pâté de poisson très léger consommé au Japon, apparenté au surimi. Constitué de chair de poisson écrasée et d'amidon d'igname, il se présente sous la forme de triangles blancs à la texture moelleuse, presque spongieuse, et au goût doux.
Il peut être consommé comme ingrédient du oden ou en soupe. Il peut également être frit ou grillé.

## Origine
Le hanpen est censé avoir été inventé durant la période Edo au Japon par un cuisinier, Hanpei (半平) de Suruga, et aurait été nommé d'après lui.
Une autre théorie suggère que parce qu'il est en forme de triangle et semble avoir été réduit de moitié à partir d'un carré, c'est un demi (半, han) morceau (片, pen). 

## Variante
Dans la préfecture de Shizuoka, des sardines entières sont utilisés et le produit résultant, d'une couleur gris-bleu, est appelé kuro hanpen (黒はんぺん, hanpen noir).

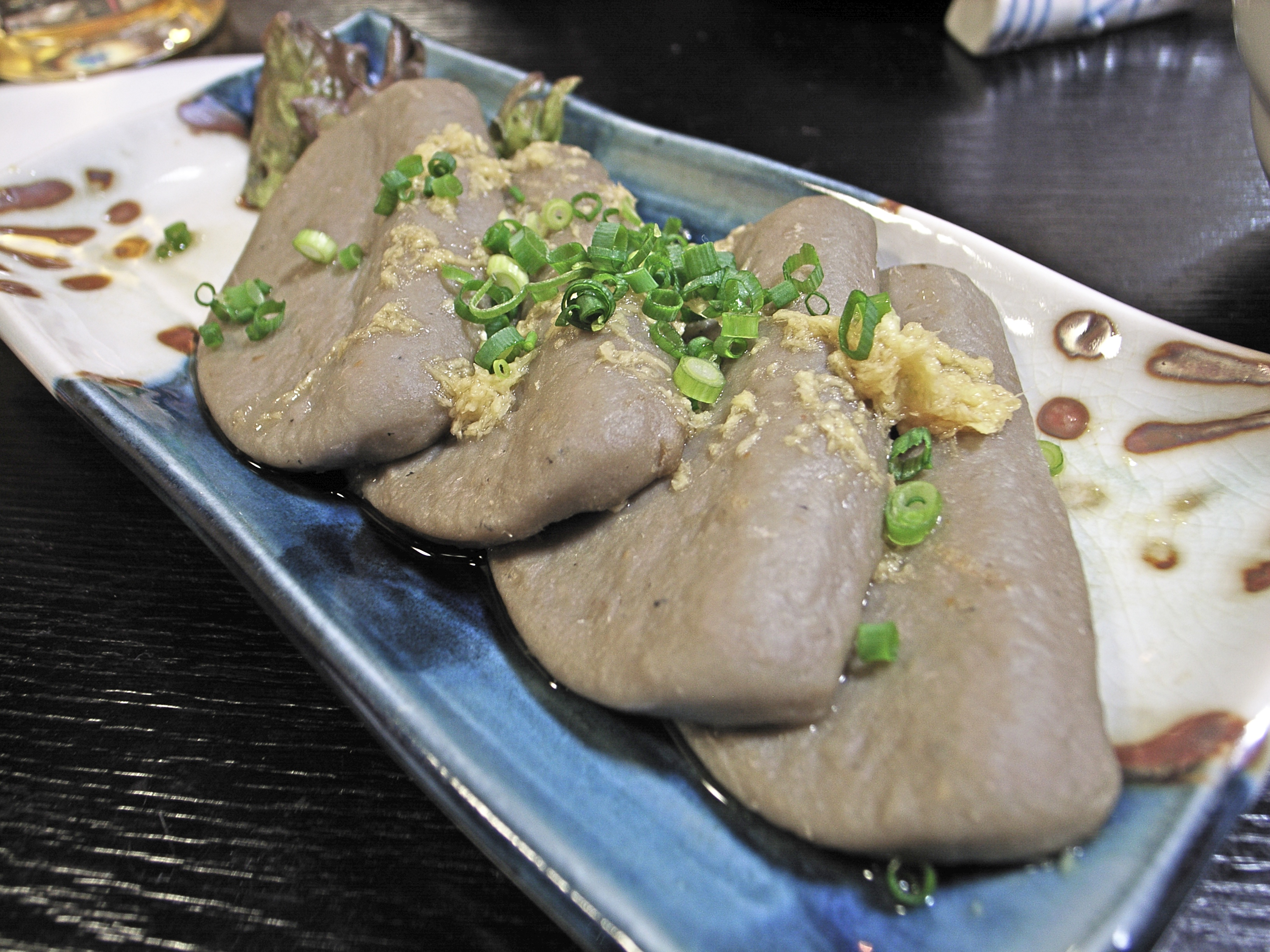
Kuro hanpen